# (20364) Zdeněkmiler
(20364) Zdeněkmiler – planetoida z grupy pasa głównego asteroid okrążająca Słońce w ciągu 5,02 lat w średniej odległości 2,93 j.a. Została odkryta 20 maja 1998 roku. Przed nadaniem nazwy planetoida (20364) 1998 KC5.